# Lasionectes exleyi
Lasionectes exleyi is een ladderkreeftensoort uit de familie van de Speleonectidae. De wetenschappelijke naam van de soort is voor het eerst geldig gepubliceerd in 1996 door Yager & Humphreys.